# Branobel
 (octobre 2009).
Si vous disposez d'ouvrages ou d'articles de référence ou si vous connaissez des sites web de qualité traitant du thème abordé ici, merci de compléter l'article en donnant les références utiles à sa vérifiabilité et en les liant à la section « Notes et références ».
Branobel est une société de production pétrolière fondée en 1879. Elle est, à la fin du XIXe siècle, l'une des plus grandes sociétés pétrolières du monde.
Elle naît de l’achat, en 1876 d’une raffinerie à Bakou, en Azerbaïdjan, par Robert Nobel et du financement des barons Standertskjöld et Peter von Bilderling. Cet investissement devient trois ans plus tard, en 1879, la société par actions Branobel. 

## Histoire
Robert Nobel investit avec les barons Standertskjöld et Peter von Bilderling. En 1876, Robert Nobel est envoyé en mission au Caucase par la fabrique d’armes d’Ijevsk en gérance par les barons Standertskjöld et Peter von Bilderling, qui ont un contrat gouvernemental pour fabriquer des fusils Berdanka avec la condition de n’utiliser que des matières premières russes. Nobel utilise les 25 000 roubles qu’il avait reçus pour la mission qui lui avait été confiée par l’usine d’armement d’Ijevsk, non pour acheter ces matières premières, mais pour acheter des champs pétrolifères et une raffinerie où il voyait un investissement à grand futur. Les barons Standertskjöld et Peter von Bilderling aident Robert Nobel en investissant dans l’affaire 450 000 roubles : 300 000 roubles par le baron Peter von Bilderling et 150 000 par le baron Standertskjöld. Ces investissements se font à Tsaritsyne où, en 1879, avaient été investis les onze premiers réservoirs de stockage avec une capacité combinée de 8 500 000 pouds (16,38 kg). L’affaire commence à générer des profits. L’ingénieur Vladimir Choukhov participe à toutes les évolutions techniques, qu’elles soient architecturales, de construction marine ou de pipeline, dans un travail commun avec Robert Nobel, et le baron Peter von Bilderling.
La société par actions Branobel devient la première société pétrolière mondiale en 1900.
Robert Nobel est par ailleurs opposé à la formation d'une société par actions. En 1879, il quitte soudainement Bakou pour la Suisse puis la Suède où il demeurera jusqu'à sa mort. Il livre alors tous ses droits et ses responsabilités à son frère Ludvig Nobel en échange d'un généreux règlement en liquide et d’un petit pourcentage d'actions dans la nouvelle société.
Ludvig Nobel, en mai 1879, avait créé la société par actions, la « Tovarishchestvo Nephtanavo Proisvodtsva Bratiev Nobel » (Société de production de pétrole des frères Nobel), nommée BRANOBEL pour les communications par câble. La répartition du capital de la société établie à Saint-Pétersbourg (3 millions de roubles en 600 actions de 5 000 roubles chacune), est :
- Ludwig Nobel : 1 610 000
- Baron Peter von Bilderling : 930 000
- Alfred Nobel : 115 000
- Robert Nobel : 100 000
- I.J. Zabelsky : 135 000
- Baron Alexandre von Bilderling : 50 000
- Fritz Blumberg : 25 000
- Michel Beliamin : 25 000
- A.S. Sundgren : 5 000
- Benno Wunderlich : 5 000.

Cette capitalisation de 3 millions de roubles est suivie en 1880 d’une autre de 1 million de roubles, puis 6 millions en 1881, et enfin 5 millions en 1884 (en actions de 250 roubles pour permettre une multiplication des investisseurs). Branobel est, à la fin du XIXe siècle, une des plus grandes compagnies de pétrole dans le monde Branobel, qui utilise les transports par pipeline, par chemin de fer, par tanker, avec une importante avance par rapport à la concurrence.
Ludvig Nobel prit la première présidence jusqu’à sa mort en 1888. Le baron Peter von Bilderling est le second président jusqu’à sa mort en 1900.
En 1897, à Tsaritsyne, Branobel construit la première centrale électrique, non pour l'éclairage, mais pour les moteurs de puissance. En 1901, Branobel compte 177 machines à vapeur, 131 à moteurs électriques, 8 à pétrole et quelques moteurs à gaz. 
À la fin du XIXe siècle, Branobel dépasse toutes les autres compagnies pétrolières concurrentes : en 1899, elle pèse 17,7 % du pétrole de la production pétrolière russe (et 8,6 % de la production pétrolière mondiale). La production de pétrole, au changement de siècle (1898-1901), aide la Russie à devenir le pays producteur de pétrole numéro 1 au monde. Branobel tient la position leader sur le marché intérieur de la Russie. Le célèbre chimiste russe, Dmitry Mendeleyev, écrit d'ailleurs : « la société Branobel, qui a commencé son activité à grande échelle seulement récemment, l'a aujourd'hui étendue à des dimensions inégalées dans notre industrie ».
Le fils de Ludvig Nobel prend la présidence suivante. Le 10 avril 1902, la société signe un contrat sur l'achat de gisements de pétrole en Roumanie, qui appartiennent alors au producteur de pétrole Isabey Hajinsky. Le 17 octobre 1905, conformément aux instructions du Conseil des Ministres, la société achète les gisements de pétrole appartenant au producteur de pétrole A. Adamov. 
En 1912, est fondée à Londres la Société pétrolière générale russe, qui est établie comme une holding anglaise, et rassemble certaines des banques russes et étrangères les plus importantes, unifiant 20 sociétés. Parmi elles sont inclus : A.I. Mantashev and Co, G.M. Lianosov et Fils, Société de commerce de Moscou-Caucase, Partenariat caspien, Société russe de pétrole, Absheron Société de pétrole et d'autres. 
Le 28 avril 1920, les soviétiques prennent le pouvoir à Bakou, et Branobel est nationalisée.
Branobel est dissoute en 1959.
En juin 1994, la République de l'Azerbaïdjan a édité une série de timbres commémorant le 115e Anniversaire de la fondation de la Société Branobel.